# Emil Mureșan
Emil Mureșan (n. 12 septembrie 1939, Mediaș, Sibiu, România) este un fost jucător român de polo pe apă. El a concurat la Jocurile Olimpice de vară din 1964.